# Chete Lera
Ramón Mariano Fernández Lera, conegut artísticament com a Chete Lera (A Estrada, província de Pontevedra, 1949 - Rincón de la Victoria, província de Màlaga, 20 de maig de 2022) fou un actor gallec. Establert a Madrid des que era nen, estudià enginyeria aeronàutica i després psicologia, alhora que treballava en un banc. En la facultat va començar a tenir contacte amb diversos grups de teatre i el 1974 va començar a fer teatre amb el grup Espacio Cero. Va debutar en cinema el 1981 amb el curtmetratge Crisis, però no va assolir continuïtat fins que el 1990 participà en la minisèrie La forja de un rebelde i el 1991 en el llargmetratge Todo por la pasta. Des d'aleshores va alternar els treballs en el cinema amb el teatre i la televisió.

## Llargmetratges
- Todo por la pasta (1991), d'Enrique Urbizu.
- La ardilla roja (1993), de Julio Médem.
- El niño invisible (1995), de Rafael Moleón.
- Sálvate si puedes (1995), de Joaquín Trincado.
- Familia (1996), de Fernando León de Aranoa.
- Zapico (1996), de Rafael Bernases.
- Secretos del corazón (1997), de Montxo Armendáriz.
- Dame algo (1997), de Héctor Carré.
- Abre los ojos (1997), de Alejandro Amenábar.
- Insomnio (1998), de Chus Gutiérrez.
- Barrio (1998), de Fernando León de Aranoa.
- Em dic Sara (1998), de Dolors Payás.
- Fisterra, onde termina o mundo (1998), de Xavier Villaverde.
- Arde, amor (1999), de Raúl Veiga.
- Extraños (1999), d'Imanol Uribe.
- Flores de otro mundo (1999), d'Icíar Bollaín.
- Plenilunio (1999), d'Imanol Uribe.
- Cascabel (2000), de Daniel Cebrián.
- Jara (2000), de Manuel Estudillo.
- Smoking Room (2002), de Roger Gual e Julio D. Wallovits.
- Mi casa es tu casa (2002), de Miguel Álvarez.
- El alquimista impaciente (2002), de Patricia Ferreira.
- Ilegal (2003), de Ignacio Vilar.
- El misterio Galíndez (2003), de Gerardo Herrero.
- Fragments (2003), de Judith Colell.
- Secuestrados en Xeorxia (2003), de Gustavo Balza.
- Malicia en el país de las maravillas (2004), de Gaizka Urresti.
- A promesa (2004), d'Héctor Carré.
- Mentíndolle á vida (2005), de Jorge Algora.
- La vida perra de Juanita Narboni (2005), de Farida Ben Lyziad.
- Remake (2006), de Roger Gual.
- Ecos (2006), de Oriol Paulo.
- Os mortos van á présa (2009), de Ángel de la Cruz.
- Concursante (2007), de Rodrigo Cortés.
- O neno de barro (2007), de Jorge Algora.
- Tocar el cielo (2007), de Marcos Carnevale.
- A noite que deixou de chover (2008), d'Alfonso Zarauza.
- Todo es silencio (2012), de Jose Luis Cuerda.

## Curtmetratges
- Crisis (1982), de Gerardo Losada.
- Sueños en la ciudad (1992), de Cecilia de Lou.
- El crepúsculo de las momias (1993), de Teresa Nieto.
- Vientos de mal (1999), de Daniel Múgica.
- Cosas nuestras (1999), de José Pascual.
- El equipaje abierto (1999), de Javier Rebollo.
- O río ten mans (2000), de Beatriz del Monte.
- Sandra (2000), d'Ángel de la Cruz.
- La caída del imperio (2001), de Fernando Merinero.
- Diminutos del calvario (2001), de Juan Antonio Bayona i Chiqui Carabante.
- El corazón de la memoria (2001), de Gaizka Urresti.
- El último veraneo (2004), de Valle Hidalgo.
- Canciones de invierno (2004), de Félix Viscarret.
- Somne (2005), d'Isidro Ortiz.
- Escollera (2005), de Santiago Torres.

## Televisió
- La forja de un rebelde (1990), de Mario Camus.
- La virtud del asesino (1997), de Roberto Bodegas.
- Tío Willy (1998), de Pablo Ibáñez.
- Médico de familia (1998)
- La habitación blanca (2000), d'Antonio Mercero.
- Abuela de verano (2005)
- Mira lo que has hecho (2018-2019)

## Teatre
- Cara de Plata (2005).
- Largo viaje hacia la noche (2006).
- Angelina o el honor de un brigadier (2009).

## Premis
- Nominat als Premis Valle Inclán de Teatre 2007 per "¿Dónde estás, Ulalume, dónde estás?"
- Nominat als Premis Mayte de Teatre 2010 per "Angelina o el honor de un brigadier".[4]
- Premi Biznaga de oro del Festival de Màlaga per Smooking Room.[5]

Premis Mestre Mateo
| Any  | Categoria    | Pel·lícula            | Resultat  |
| ---- | ------------ | --------------------- | --------- |
| 2008 | Millor actor | Os mortos van á présa | Guanyador |